# 神田沙織
神田 沙織（こうだ さおり、1980年9月25日 - ）、ラジオパーソナリティー、フリーアナウンサー、ナレーション、式典司会、各種イベントMC。

## 来歴
千葉県生まれ長崎県育ち。社会人経験を経て、アナウンスの専門学校に入学。その後、スキー場でのDJなどを経てパーソナリティーに。MID-FMのラジオパーソナリティー、山陰放送の契約アナウンサーを経て、イベントなどのMCの他、エフエム愛知、三重エフエム放送にてラジオパーソナリティーを務めたり、様々な声の仕事などに携わっている。
本人も番組などで話しているが、
日本酒と牡蠣、サカナクションの話になるとテンションがあがる。

## 所属事務所
- セイ

## 出演

### 現在の出演
- Girly Radio Podcast
- しぜんのかがく
- ELJソーラーコーポレーションTVCM

### 過去の出演
MID-FM（旧SHANANA! FM）時代
- 5時ラジ → 5時ラジDELUX
- EVENING JOCKY（イブニングジョッキー）
- Saturday Evening Expo …
- ブラザー100周年夏祭り（リポーター）
- NTP名古屋トヨペットSOUND LIVE by MID-FM in イオン大高ショッピングセンター
- MID-FMスペシャルプログラム・ワンダークリスマス in エアポートウォーク名古屋
- クロスタウンFM

MID-FM以外の局
- Honda Smile Mission／ご当地WOMAN（TOKYO FM）
- Girly Radio TV（TOMPA_TV_Nagoya（インターネットテレビ））
- yaotomi TV（TOMPA_TV_Nagoya（インターネットテレビ））
- スマイル金曜日（山陰放送）
- ラジオNIKKEI「昭和歌謡セレクション 文化の日スペシャル2020」

エフエム愛知
- 板東英二のHow are you元気ごきげんよう
- ＠FM REPORT
- @FM HEADLINE NEWS
- Super Music Express
- LET'Sエコメンド
- 野田塾presents ENGLISH A GO GO
- もうひとつの土曜日
- 名阪急配 安全大使
- 森下瑞堂のラジオ寺Cafe

三重エフエム放送
- READY!（金）

CM・各種イベントなど
- 住井工務店ラジオCM
- ベントマンTVCM ラジオCM
- CR新くのいち忍法帳（あやめ役）
- ダイドー天気フィラー　VTR/CM
- マンモスフリーマーケット　DOCOMOステージMC
- KARIYA洲原音楽祭
- TEENS' MUSIC FESTIVAL等
- ウイングヒルズ白鳥リゾートDJ
- NAGOYA GROOVIN' SUMMERナディアパーク会場MC
- オレンジリボンキャンペーンMC
- ナゴヤポップアップアーティストMC
- コトノハナゴヤ 司会
- レクサス緑 イベントMC
- ユースモデリングコンテスト2024
- 名古屋市北区文化祭
- KITA JAZZ！音楽祭
- その他各種イベント、司会、ナレーション等